# Enrico IV di Reuss-Greiz
Enrico IV di Reuss-Greiz (11 marzo 1597 – 25 agosto 1627) è stato conte di Reuss-Obergreiz dal 1604 fino alla sua morte.

## Biografia
Il conte Enrico IV nacque nel 1597 come terzogenito di Enrico V e di Maria di Schönburg-Waldenburg.
Nel maggio del 1624 sposò la contessa Juliana Elisabeth zu Salm-Neuviller (1602-1653).
Morì nel 1629.